# Kostel Nejsvětější Trojice (Nové Sedliště)
Kostel Nejsvětější Trojice v Novém Sedlišti byl vybudován na místě staršího svatostánku v roce 1581 nákladem rytíře J. Tuchera ze Šoberova. Je chráněn jako kulturní památka.

## Historie
Kostel vznikl na konci 16. století, za třicetileté války byl spolu se vsí vypálen. Kostel byl zrekonstruován do pozdně barokní podoby až na konci 18. století jako stavba bez věže.
Kvůli absenci údržby během 2. poloviny 20. století je interiér částečně zdevastovaný, zůstaly zde nicméně heraldické náhrobky rytířské rodiny Tucherů.
Kolem roku 2010 dostal kostel novou střechu. Střecha a krovy totiž shořely 18. března 2003, když byly v jeho blízkosti páleny vyřezané náletové dřeviny.